# Hierodula vitreoides
Hierodula vitreoides es una especie de mantis de la familia Mantidae.

## Distribución geográfica
Se encuentra en las Islas Filipinas e islas de la Sonda.